# Aneta Bylak
Aneta Maria Bylak – polska biolog, ekolog dr hab. nauk biologicznych, profesor uczelni Instytutu Nauk Rolniczych, Ochrony i Kształtowania Środowiska, Kolegium Nauk Przyrodniczych Uniwersytetu Rzeszowskiego.

## Życiorys
5 lipca 2012 obroniła pracę doktorską Bóbr europejski Castor fiberL. jako czynnik modyfikujący ekosystem potoku górskiego, 25 września 2018 habilitowała się na podstawie pracy zatytułowanej Efekt bariery w funkcjonowaniu populacji ryb potoków karpackich. Jest zatrudniona na stanowisku profesora uczelni w Instytucie Nauk Rolniczych, Ochrony i Kształtowania Środowiska, Kolegium Nauk Przyrodniczych Uniwersytetu Rzeszowskiego.

## Odznaczenia
- Brązowy Krzyż Zasługi (2021)[3]